# Sukker (dokumentarfilm)
|  | Denne artikel er oprettet af botten Steenthbot ud fra en ekstern database. Den kan derfor have sproglige fejl eller mangler. Denne skabelon kan fjernes efter kontrol af indholdet. |

Sukker er en dansk dokumentarfilm fra 1942 instrueret af Bjarne Henning-Jensen efter eget manuskript.

## Handling
Filmen indledes med montage over 'sukkerkampagnen', hvorefter produktionen af sukker skildres.